# Neurigona obscurata
Neurigona obscurata är en tvåvingeart som beskrevs av Stefan Naglis 2003. Neurigona obscurata ingår i släktet Neurigona och familjen styltflugor. Inga underarter finns listade i Catalogue of Life.